# یوهان، پادشاه دانمارک
یوهان، پادشاه دانمارک (سوئدی: Johan II؛ ۲ فوریهٔ ۱۴۵۵ – ۲۰ فوریهٔ ۱۵۱۳) پادشاه سوئد، دانمارک و نروژ بود.